# All Stars Osvajači
All Stars Osvajači је српски поп рок бенд. Будући да је његов оснивач био бивши фронтмен Освајача Звонко Пантовић, бенд се током периода 1999—2003. обично називао само Освајачи, што је изазвало забуну међу фановима. Осим њега, чланови бенда су били и Бане Јелић и Небојша Јаковљевић.

## Дискографија

### Студијски албуми
- Вино црвено (1999)[1]
- Невера (2000)[1]
- Црно око (2002)[1]
- Сад је на мене ред (2015)[1]